# Emotional Roadshow World Tour
Emotional Roadshow World Tour (reso graficamente come EMØTIØNAL RØADSHØW WØRLD TØUR) è il quinto tour del duo musicale statunitense Twenty One Pilots, a supporto del loro quarto album in studio Blurryface.

## Storia
Il duo ha annunciato la propria intenzione di intraprendere una tournée più grande per il loro quarto album in studio Blurryface poco dopo la conclusione del loro Blurryface Tour, a supporto dello stesso album. Le prime date dell'Emotional Roadshow World Tour sono state annunciate il 25 ottobre 2015 e ulteriori date sono state aggiunte il 9 maggio 2016. Il tour è iniziato il 31 maggio dello stesso anno a Cincinnati (Ohio, Stati Uniti) e si è concluso a poco più di un anno di distanza, il 25 giugno 2017 a Columbus, città natale del duo.
La prima tappa del tour ha coinvolto il Nord America, con concerti negli Stati Uniti, Canada e Messico e i gruppi Mutemath e Chef'Special come artisti d'apertura, con l'eccezione delle date di Città del Messico e di Milwaukee (Camilo Séptimo ha aperto il concerto di Città del Messico, mentre il gruppo Vinyl Theatre ha aperto quello di Milkwaukee). La tappa ha compreso inoltre esibizioni del duo presso alcuni festival, come i concerti che si sono tenuti a Edmonton, Calgary, Atlanta, Las Vegas e Monterrey.
Tra la prima e la seconda tappa, i Twenty One Pilots si sono esibiti ai festival di Reading e Leeds, in Regno Unito.
La seconda tappa si è tenuta in Europa dal 22 ottobre al 17 novembre 2016, coinvolgendo paesi come Italia, Germania, Francia, Regno Unito e Russia e con Bry come artista d'apertura per tutte le date, con la sola eccezione delle due date russe di Mosca e San Pietroburgo.
La terza tappa ha visto il ritorno del duo nel Nord America, con 33 concerti negli Stati Uniti dal 17 gennaio al 5 marzo 2017 e Jon Bellion e Judah & the Lion come artisti d'apertura.
La quarta tappa del tour ha invece avuto luogo in Oceania dal 24 marzo all'8 aprile 2017, con Safia come artista d'apertura.
La quinta ed ultima tappa ha incluso tre festival negli Stati Uniti e cinque concerti a Columbus, assumendo il sottotitolo Tour De Columbus per questi ultimi.

## Scaletta

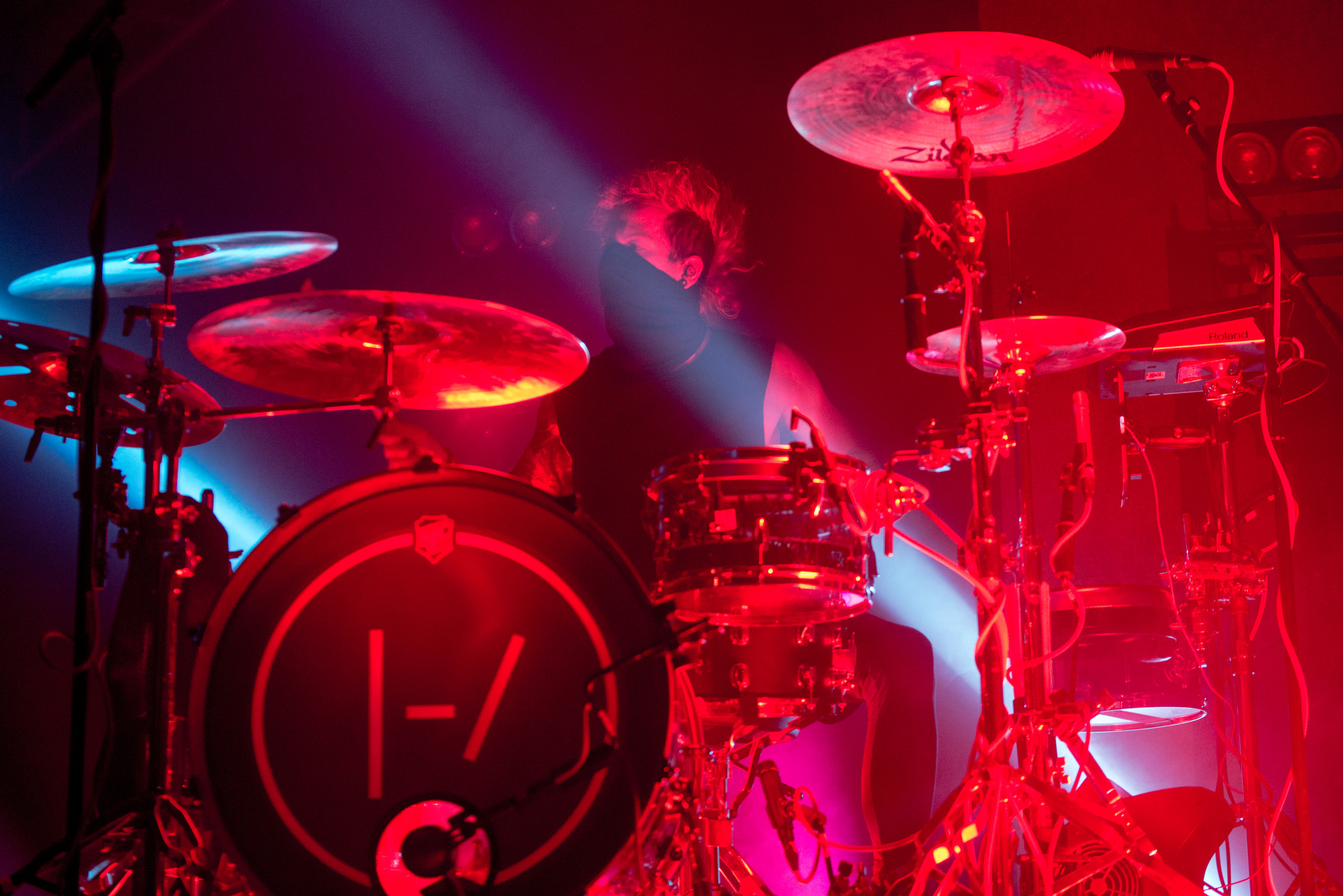
Il batterista Josh Dun in concerto a Monaco di Baviera nel 2016.

1. Il batterista Josh Dun in concerto a Monaco di Baviera nel 2016.Heavydirtysoul (con elementi di Fairly Local nell'introduzione)
2. Migraine
3. Hometown
4. Message Man / Polarize
5. Heathens
6. House of Gold / We Don't Believe What's on TV
7. Can't Help Falling in Love (cover del brano di Elvis Presley)
8. Screen / The Judge
9. Lane Boy
10. Ode to Sleep
11. Addict With a Pen
12. Cancer (cover del brano dei My Chemical Romance)
13. Holding on to You
14. Tubthumping (cover del brano dei Chumbawamba)
15. No Diggity (cover del brano dei Blackstreet)
16. Where Is the Love? (cover del brano dei Black Eyed Peas)
17. Jump Around (cover del brano degli House of Pain)
18. Ride
19. Stressed Out
20. Guns for Hands
21. Tear in My Heart
22. Car Radio
23. Goner
24. Trees

Variazioni:
- L'11 giugno 2016 a Camden, il duo si è esibito con Doubt e ha dedicato il brano alla cantante statunitense Christina Grimmie, venuta a mancare il giorno precedente dopo essere stata attaccata alla fine di un suo concerto ad Orlando.[3]
- Il 28 giugno 2016 a Charlotte, il duo si è esibito per la prima volta con Heathens e il singolo è stato aggiunto a tutte le scalette successive.
- Il 26 agosto 2016 a Reading, Tyler Joseph è stato attaccato e trascinato dalla folla durante un tentativo di crowd surfing, finendo col venir derubato di alcuni oggetti personali e uscendone con i vestiti strappati. Una volta raggiunta in sicurezza una piattaforma sopraelevata, il cantante si è rivolto al batterista Josh Dun per comunicargli che avrebbero terminato il concerto senza esibirsi con il gran finale Trees.[4]

## Date
| Data              | Città             | Stato         | Luogo                                         | Artista d'apertura           | Biglietti venduti / Biglietti disponibili | Incasso      |
| Nord America      | Nord America      | Nord America  | Nord America                                  | Nord America                 | Nord America                              | Nord America |
| ----------------- | ----------------- | ------------- | --------------------------------------------- | ---------------------------- | ----------------------------------------- | ------------ |
| 31 maggio 2016    | Cincinnati        | Stati Uniti   | U.S. Bank Arena                               | Mutemath Chef'Special        | N.D.                                      | N.D.         |
| 1º giugno 2016    | Pittsburgh        | Stati Uniti   | Stage AE                                      | Mutemath Chef'Special        | 5,200 / 5,200                             | $205,400     |
| 3 giugno 2016     | Clarkston         | Stati Uniti   | DTE Energy Music Theatre                      | Mutemath Chef'Special        | N.D.                                      | N.D.         |
| 4 giugno 2016     | Grand Rapids      | Stati Uniti   | Van Andel Arena                               | Mutemath Chef'Special        | 10,304 / 10,416                           | $353,140     |
| 5 giugno 2016     | Rosemont          | Stati Uniti   | Allstate Arena                                | Mutemath Chef'Special        | N.D.                                      | N.D.         |
| 7 giugno 2016     | Toronto           | Canada        | Molson Canadian Amphitheatre                  | Mutemath Chef'Special        | N.D.                                      | N.D.         |
| 8 giugno 2016     | Cleveland         | Stati Uniti   | Wolstein Center                               | Mutemath Chef'Special        | N.D.                                      | N.D.         |
| 10 giugno 2016    | Columbia          | Stati Uniti   | Merriweather Post Pavilion                    | Mutemath Chef'Special        | N.D.                                      | N.D.         |
| 11 giugno 2016    | Camden            | Stati Uniti   | BB&T Pavilion                                 | Mutemath Chef'Special        | 23,157 / 25,000                           | $791,117     |
| 12 giugno 2016    | Portsmouth        | Stati Uniti   | Portsmouth Pavilion                           | Mutemath Chef'Special        | N.D.                                      | N.D.         |
| 14 giugno 2016    | Boston            | Stati Uniti   | Agganis Arena                                 | Mutemath Chef'Special        | N.D.                                      | N.D.         |
| 15 giugno 2016    | Boston            | Stati Uniti   | Agganis Arena                                 | Mutemath Chef'Special        | N.D.                                      | N.D.         |
| 17 giugno 2016    | Uncasville        | Stati Uniti   | Mohegan Sun Arena                             | Mutemath Chef'Special        | 6,229 / 6,312                             | $308,336     |
| 18 giugno 2016    | Gilford           | Stati Uniti   | Bank of New Hampshire Pavilion                | Mutemath Chef'Special        | 8,320 / 8,320                             | $333,573     |
| 19 giugno 2016    | Hershey           | Stati Uniti   | Hersheypark Stadium                           | Mutemath Chef'Special        | 27,215 / 27,215                           | $898,126     |
| 21 giugno 2016    | Buffalo           | Stati Uniti   | Canalside                                     | Mutemath Chef'Special        | N.D.                                      | N.D.         |
| 28 giugno 2016    | Charlotte         | Stati Uniti   | Charlotte Metro Credit Union Amphitheatre     | Mutemath Chef'Special        | N.D.                                      | N.D.         |
| 29 giugno 2016    | Raleigh           | Stati Uniti   | Red Hat Amphitheater                          | Mutemath Chef'Special        | N.D.                                      | N.D.         |
| 1º luglio 2016    | Orlando           | Stati Uniti   | Amway Center                                  | Mutemath Chef'Special        | 11,653 / 11,653                           | $420,639     |
| 2 luglio 2016     | Sunrise           | Stati Uniti   | BB&T Center                                   | Mutemath Chef'Special        | 11,705 / 11,916                           | $393,775     |
| 3 luglio 2016     | St. Augustine     | Stati Uniti   | St. Augustine Amphitheatre                    | Mutemath Chef'Special        | N.D.                                      | N.D.         |
| 5 luglio 2016     | The Woodlands     | Stati Uniti   | Cynthia Woods Mitchell Pavilion               | Mutemath Chef'Special        | 15,556 / 15,950                           | $360,149     |
| 6 luglio 2016     | Austin            | Stati Uniti   | Austin360 Amphitheater                        | Mutemath Chef'Special        | 12,914 / 13,164                           | $360,230     |
| 8 luglio 2016     | Allen             | Stati Uniti   | Allen Event Center                            | Mutemath Chef'Special        | N.D.                                      | N.D.         |
| 9 luglio 2016     | Oklahoma City     | Stati Uniti   | The Zoo Amphitheatre                          | Mutemath Chef'Special        | N.D.                                      | N.D.         |
| 10 luglio 2016    | Kansas City       | Stati Uniti   | Sprint Center                                 | Mutemath Chef'Special        | 12,652 / 17,225                           | $437,425     |
| 12 luglio 2016    | Morrison          | Stati Uniti   | Red Rocks Amphitheatre                        | Mutemath Chef'Special        | N.D.                                      | N.D.         |
| 13 luglio 2016    | Morrison          | Stati Uniti   | Red Rocks Amphitheatre                        | Mutemath Chef'Special        | N.D.                                      | N.D.         |
| 15 luglio 2016    | Las Vegas         | Stati Uniti   | The Joint                                     | Mutemath Chef'Special        | 4,317 / 4,317                             | $204,814     |
| 16 luglio 2016    | Salt Lake City    | Stati Uniti   | Vivint Smart Home Arena                       | Mutemath Chef'Special        | N.D.                                      | N.D.         |
| 18 luglio 2016    | Seattle           | Stati Uniti   | WaMu Theater                                  | Mutemath Chef'Special        | N.D.                                      | N.D.         |
| 19 luglio 2016    | Portland          | Stati Uniti   | Moda Center                                   | Mutemath Chef'Special        | N.D.                                      | N.D.         |
| 21 luglio 2016    | Berkeley          | Stati Uniti   | Hearst Greek Theatre                          | Mutemath Chef'Special        | 17,000 / 17,000                           | $767,880     |
| 22 luglio 2016    | Berkeley          | Stati Uniti   | Hearst Greek Theatre                          | Mutemath Chef'Special        | 17,000 / 17,000                           | $767,880     |
| 23 luglio 2016    | Inglewood         | Stati Uniti   | The Forum                                     | Mutemath Chef'Special        | 12,648 / 12,648                           | $537,060     |
| 24 luglio 2016    | San Diego         | Stati Uniti   | Viejas Arena                                  | Mutemath Chef'Special        | N.D.                                      | N.D.         |
| 26 luglio 2016    | Phoenix           | Stati Uniti   | Talking Stick Resort Arena                    | Mutemath Chef'Special        | 12,552 / 12,894                           | $424,747     |
| 28 luglio 2016    | Lincoln           | Stati Uniti   | Pinewood Bowl Amphitheater                    | Mutemath Chef'Special        | N.D.                                      | N.D.         |
| 29 luglio 2016    | Saint Paul        | Stati Uniti   | Xcel Energy Center                            | Mutemath Chef'Special        | 13,581 / 14,255                           | $428,475     |
| 30 luglio 2016    | Milwaukee         | Stati Uniti   | BMO Harris Pavilion                           | Vinyl Theatre Chef'Special   | N.D.                                      | N.D.         |
| 31 luglio 2016    | Indianapolis      | Stati Uniti   | Bankers Life Fieldhouse                       | Mutemath Chef'Special        | 11,691 / 12,002                           | $389,419     |
| 2 agosto 2016     | St. Louis         | Stati Uniti   | Scottrade Center                              | Mutemath Chef'Special        | N.D.                                      | N.D.         |
| 3 agosto 2016     | Rogers            | Stati Uniti   | Walmart Arkansas Music Pavilion               | Mutemath Chef'Special        | N.D.                                      | N.D.         |
| 5 agosto 2016     | Orange Beach      | Stati Uniti   | The Amphitheater at The Wharf                 | Mutemath Chef'Special        | 9,573 / 9,573                             | $324,178     |
| 6 agosto 2016     | Duluth            | Stati Uniti   | Infinite Energy Arena                         | Mutemath Chef'Special        | 9,767 / 9,767                             | $391,115     |
| 7 agosto 2016     | Nashville         | Stati Uniti   | Ascend Amphitheater                           | Mutemath Chef'Special        | N.D.                                      | N.D.         |
| 10 agosto 2016    | New York          | Stati Uniti   | Madison Square Garden                         | Mutemath Chef'Special        | 24,661 / 24,661                           | $1,184,446   |
| 11 agosto 2016    | New York          | Stati Uniti   | Madison Square Garden                         | Mutemath Chef'Special        | 24,661 / 24,661                           | $1,184,446   |
| Europa            |                   |               |                                               |                              |                                           |              |
| 26 agosto 2016    | Reading           | Regno Unito   | Little John's Farm                            | N.D.                         | N.D.                                      | N.D.         |
| 27 agosto 2016    | Leeds             | Regno Unito   | Bramham Park                                  | N.D.                         | N.D.                                      | N.D.         |
| Nord America      |                   |               |                                               |                              |                                           |              |
| 3 settembre 2016  | Edmonton          | Canada        | Borden Park                                   | N.D.                         | N.D.                                      | N.D.         |
| 4 settembre 2016  | Calgary           | Canada        | Fort Calgary                                  | N.D.                         | N.D.                                      | N.D.         |
| 17 settembre 2016 | Atlanta           | Stati Uniti   | Piedmont Park                                 | N.D.                         | N.D.                                      | N.D.         |
| 23 settembre 2016 | Las Vegas         | Stati Uniti   | T-Mobile Arena                                | N.D.                         | N.D.                                      | N.D.         |
| 30 settembre 2016 | Città del Messico | Messico       | Palacio de los Deportes                       | Camilo Séptimo               | 20,656 / 21,013                           | $692,186     |
| 1º ottobre 2016   | Monterrey         | Messico       | Parque Fundidora                              | N.D.                         | N.D.                                      | N.D.         |
| Europa            |                   |               |                                               |                              |                                           |              |
| 22 ottobre 2016   | Mosca             | Russia        | Sokol Music Hall                              | N.D.                         | N.D.                                      | N.D.         |
| 23 ottobre 2016   | San Pietroburgo   | Russia        | Ice Palace                                    | N.D.                         | N.D.                                      | N.D.         |
| 25 ottobre 2016   | Helsinki          | Finlandia     | Helsinki Ice Hall                             | Bry                          | N.D.                                      | N.D.         |
| 27 ottobre 2016   | Stoccolma         | Svezia        | Annexet                                       | Bry                          | N.D.                                      | N.D.         |
| 29 ottobre 2016   | Oslo              | Norvegia      | Oslo Spektrum                                 | Bry                          | N.D.                                      | N.D.         |
| 30 ottobre 2016   | Frederiksberg     | Danimarca     | Falkonersalen                                 | Bry                          | N.D.                                      | N.D.         |
| 31 ottobre 2016   | Amburgo           | Germania      | Alsterdorfer Sporthalle                       | Bry                          | N.D.                                      | N.D.         |
| 2 novembre 2016   | Berlino           | Germania      | Max-Schmeling-Halle                           | Bry                          | N.D.                                      | N.D.         |
| 3 novembre 2016   | Varsavia          | Polonia       | Torwar Hall                                   | Bry                          | N.D.                                      | N.D.         |
| 4 novembre 2016   | Praga             | Rep. Ceca     | Tipsport Arena                                | Bry                          | N.D.                                      | N.D.         |
| 5 novembre 2016   | Vienna            | Austria       | Wiener Stadthalle                             | Bry                          | N.D.                                      | N.D.         |
| 7 novembre 2016   | Milano            | Italia        | Mediolanum Forum                              | Bry                          | N.D.                                      | N.D.         |
| 8 novembre 2016   | Monaco di Baviera | Germania      | Zenith Munich                                 | Bry                          | N.D.                                      | N.D.         |
| 9 novembre 2016   | Düsseldorf        | Germania      | Mitsubishi Electric Halle                     | Bry                          | N.D.                                      | N.D.         |
| 11 novembre 2016  | Londra            | Regno Unito   | Alexandra Palace                              | Bry                          | N.D.                                      | N.D.         |
| 13 novembre 2016  | Londra            | Regno Unito   | Alexandra Palace                              | Bry                          | N.D.                                      | N.D.         |
| 15 novembre 2016  | Amsterdam         | Paesi Bassi   | Heineken Music Hall                           | Bry                          | N.D.                                      | N.D.         |
| 16 novembre 2016  | Bruxelles         | Belgio        | Forest National                               | Bry                          | N.D.                                      | N.D.         |
| 17 novembre 2016  | Parigi            | Francia       | Zénith Paris                                  | Bry                          | N.D.                                      | N.D.         |
| Nord America      |                   |               |                                               |                              |                                           |              |
| 17 gennaio 2017   | Providence        | Stati Uniti   | Dunkin' Donuts Center                         | Jon Bellion Judah & the Lion | 10,051 / 10,051                           | $461,773     |
| 18 gennaio 2017   | Bridgeport        | Stati Uniti   | Webster Bank Arena                            | Jon Bellion Judah & the Lion | N.D.                                      | N.D.         |
| 20 gennaio 2017   | Brooklyn          | Stati Uniti   | Barclays Center                               | Jon Bellion Judah & the Lion | 12,867 / 13,074                           | $731,119     |
| 21 gennaio 2017   | Newark            | Stati Uniti   | Prudential Center                             | Jon Bellion Judah & the Lion | 12,430 / 12,634                           | $640,502     |
| 22 gennaio 2017   | Charlottesville   | Stati Uniti   | John Paul Jones Arena                         | Jon Bellion Judah & the Lion | 11,838 / 11,838                           | $570,298     |
| 24 gennaio 2017   | Allentown         | Stati Uniti   | PPL Center                                    | Jon Bellion Judah & the Lion | N.D.                                      | N.D.         |
| 25 gennaio 2017   | Albany            | Stati Uniti   | Times Union Center                            | Jon Bellion Judah & the Lion | 11,605 / 11,605                           | $542,642     |
| 27 gennaio 2017   | Pittsburgh        | Stati Uniti   | PPG Paints Arena                              | Jon Bellion Judah & the Lion | 12,477 / 12,759                           | $592,916     |
| 28 gennaio 2017   | Chicago           | Stati Uniti   | United Center                                 | Jon Bellion Judah & the Lion | 12,906 / 13,350                           | $698,426     |
| 29 gennaio 2017   | Moline            | Stati Uniti   | iWireless Center                              | Jon Bellion Judah & the Lion | N.D.                                      | N.D.         |
| 31 gennaio 2017   | Madison           | Stati Uniti   | Veterans Memorial Coliseum                    | Jon Bellion Judah & the Lion | N.D.                                      | N.D.         |
| 1º febbraio 2017  | Omaha             | Stati Uniti   | CenturyLink Center Omaha                      | Jon Bellion Judah & the Lion | 13,572 / 13,751                           | $573,104     |
| 3 febbraio 2017   | Wichita           | Stati Uniti   | Intrust Bank Arena                            | Jon Bellion Judah & the Lion | 10,640 / 10,779                           | $510,780     |
| 4 febbraio 2017   | Sioux Falls       | Stati Uniti   | Denny Sanford Premier Center                  | Jon Bellion Judah & the Lion | 10,349 / 10,547                           | $462,688     |
| 7 febbraio 2017   | Bozeman           | Stati Uniti   | Brick Breeden Fieldhouse                      | Jon Bellion Judah & the Lion | N.D.                                      | N.D.         |
| 8 febbraio 2017   | Boise             | Stati Uniti   | Taco Bell Arena                               | Jon Bellion Judah & the Lion | N.D.                                      | N.D.         |
| 10 febbraio 2017  | San Jose          | Stati Uniti   | SAP Center                                    | Jon Bellion Judah & the Lion | 12,429 / 12,429                           | $641,318     |
| 11 febbraio 2017  | Sacramento        | Stati Uniti   | Golden 1 Center                               | Jon Bellion Judah & the Lion | 12,170 / 12,170                           | $599,442     |
| 14 febbraio 2017  | Fresno            | Stati Uniti   | Save Mart Center                              | Jon Bellion Judah & the Lion | 10,535 / 10,763                           | $509,781     |
| 15 febbraio 2017  | Anaheim           | Stati Uniti   | Honda Center                                  | Jon Bellion Judah & the Lion | 23,807 / 23,807                           | $1,017,603   |
| 16 febbraio 2017  | Anaheim           | Stati Uniti   | Honda Center                                  | Jon Bellion Judah & the Lion | 23,807 / 23,807                           | $1,017,603   |
| 18 febbraio 2017  | Las Vegas         | Stati Uniti   | Mandalay Bay Events Center                    | Jon Bellion Judah & the Lion | 8,681 / 8,681                             | $418,029     |
| 19 febbraio 2017  | Tucson            | Stati Uniti   | Tucson Arena                                  | Jon Bellion Judah & the Lion | N.D.                                      | N.D.         |
| 21 febbraio 2017  | Tulsa             | Stati Uniti   | BOK Center                                    | Jon Bellion Judah & the Lion | 11,548 / 11,548                           | $540,592     |
| 22 febbraio 2017  | Dallas            | Stati Uniti   | American Airlines Center                      | Jon Bellion Judah & the Lion | 12,215 / 12,964                           | $674,626     |
| 24 febbraio 2017  | Birmingham        | Stati Uniti   | Legacy Arena                                  | Jon Bellion Judah & the Lion | 12,138 / 12,138                           | $480,554     |
| 25 febbraio 2017  | Greensboro        | Stati Uniti   | Greensboro Coliseum Complex                   | Jon Bellion Judah & the Lion | N.D.                                      | N.D.         |
| 26 febbraio 2017  | North Charleston  | Stati Uniti   | North Charleston Coliseum                     | Jon Bellion Judah & the Lion | 8,763 / 8,763                             | $367,720     |
| 28 febbraio 2017  | Tampa             | Stati Uniti   | Amalie Arena                                  | Jon Bellion Judah & the Lion | 13,267 / 13,538                           | $606,731     |
| 2 marzo 2017      | New Orleans       | Stati Uniti   | Smoothie King Center                          | Jon Bellion Judah & the Lion | 12,555 / 12,555                           | $565,116     |
| 3 marzo 2017      | North Little Rock | Stati Uniti   | Verizon Arena                                 | Jon Bellion Judah & the Lion | 13,793 / 13,793                           | $587,502     |
| 4 marzo 2017      | Memphis           | Stati Uniti   | FedExForum                                    | Jon Bellion Judah & the Lion | N.D.                                      | N.D.         |
| 5 marzo 2017      | Louisville        | Stati Uniti   | KFC Yum! Center                               | Jon Bellion Judah & the Lion | N.D.                                      | N.D.         |
| Oceania           |                   |               |                                               |                              |                                           |              |
| 24 marzo 2017     | Wellington        | Nuova Zelanda | TSB Bank Arena                                | Safia                        | N.D.                                      | N.D.         |
| 25 marzo 2017     | Auckland          | Nuova Zelanda | Vector Arena                                  | Safia                        | N.D.                                      | N.D.         |
| 27 marzo 2017     | Brisbane          | Australia     | Brisbane Entertainment Centre                 | Safia                        | 9,414 / 9,414                             | $544,068     |
| 29 marzo 2017     | Adelaide          | Australia     | Adelaide Entertainment Centre                 | Safia                        | N.D.                                      | N.D.         |
| 31 marzo 2017     | Melbourne         | Australia     | Rod Laver Arena                               | Safia                        | 11,827 / 11,827                           | $705,843     |
| 1º aprile 2017    | Sydney            | Australia     | Qudos Bank Arena                              | Safia                        | 13,878 / 13,878                           | $793,546     |
| 8 aprile 2017     | Perth             | Australia     | Perth Arena                                   | Safia                        | 9,091 / 9,335                             | $535,731     |
| Nord America      |                   |               |                                               |                              |                                           |              |
| 19 maggio 2017    | Gulf Shores       | Stati Uniti   | Gulf Shores Beach                             | N.D.                         | N.D.                                      | N.D.         |
| 27 maggio 2017    | George            | Stati Uniti   | The Gorge Amphitheatre                        | N.D.                         | N.D.                                      | N.D.         |
| 16 giugno 2017    | Dover             | Stati Uniti   | The Woodlands of Dover International Speedway | N.D.                         | N.D.                                      | N.D.         |
| 20 giugno 2017    | Columbus          | Stati Uniti   | The Basement                                  | N.D.                         | 284 / 284                                 | $11,218      |
| 21 giugno 2017    | Columbus          | Stati Uniti   | Newport Music Hall                            | N.D.                         | 1,600 / 1,600                             | $63,200      |
| 22 giugno 2017    | Columbus          | Stati Uniti   | Express Live!                                 | Mutemath                     | 5,500 / 5,500                             | $217,250     |
| 24 giugno 2017    | Columbus          | Stati Uniti   | Nationwide Arena                              | Judah & the Lion Public      | N.D.                                      | N.D.         |
| 25 giugno 2017    | Columbus          | Stati Uniti   | Schottenstein Center                          | MisterWives Vesperteen       | N.D.                                      | N.D.         |
| Totale            | Totale            | Totale        | Totale                                        | Totale                       | 584,370 / 596,665 (97.9%)                 | $24,872,837  |